# 洪萬傳
洪萬傳（1911年—1972年5月14日），生於日治台灣新竹廳，企業家，為新光集團共同創辦人。曾任王田毛紡、新新食品等公司董事長，新光實業、台灣赤糖等公司總經理，台灣赤糖公會會長。

## 生平
家族出身新竹市北門，為當地望族。其父洪江河，母黃氏。學校畢業後，曾至日本遊歷。至台中，從事貨運業，後返回新竹，開設機器洗衣行，任職新竹棉布查定會。1945年，日本戰敗，中華民國政府接收台灣，洪萬傳從事林業，與吳火獅、林登山在台北迪化街共同創立新光商行，進行台日間貿易。
1952年，中華民國政府釋出台泥、台紙、台灣工礦、農林等四大公司股票，進行民營化。吳火獅投資買下台灣工礦公司下的王田毛紡，成立新光實業，從事紡織業，隨後設立新光壽險、大台北瓦斯等，洪萬傳共同投資加入。洪萬傳自己則買下台灣農林公司的部份股權，隨著經濟發展，洪萬傳也成為台灣富豪之一。
1972年5月14日，晚年罹患鼻咽癌，因此過世。

## 家庭
其妻彭瑞蘭，生有二子，洪文樑與洪文棟。洪士琪為洪文棟最小的兒子